# Llanbedr Dyffryn Clwyd
Llanbedr Dyffryn Clwyd è un centro abitato del Galles, situato nella contea del Denbighshire.